# Dendrocitta vagabunda
La dendrogazza rossiccia (Dendrocitta vagabunda (Latham, 1790)) è un uccello passeriforme appartenente alla famiglia Corvidae.

## Etimologia
Il nome scientifico della specie, vagabunda, deriva dal latino e rappresenta un riferimento alle abitudini erratiche di questi uccelli.

## Descrizione

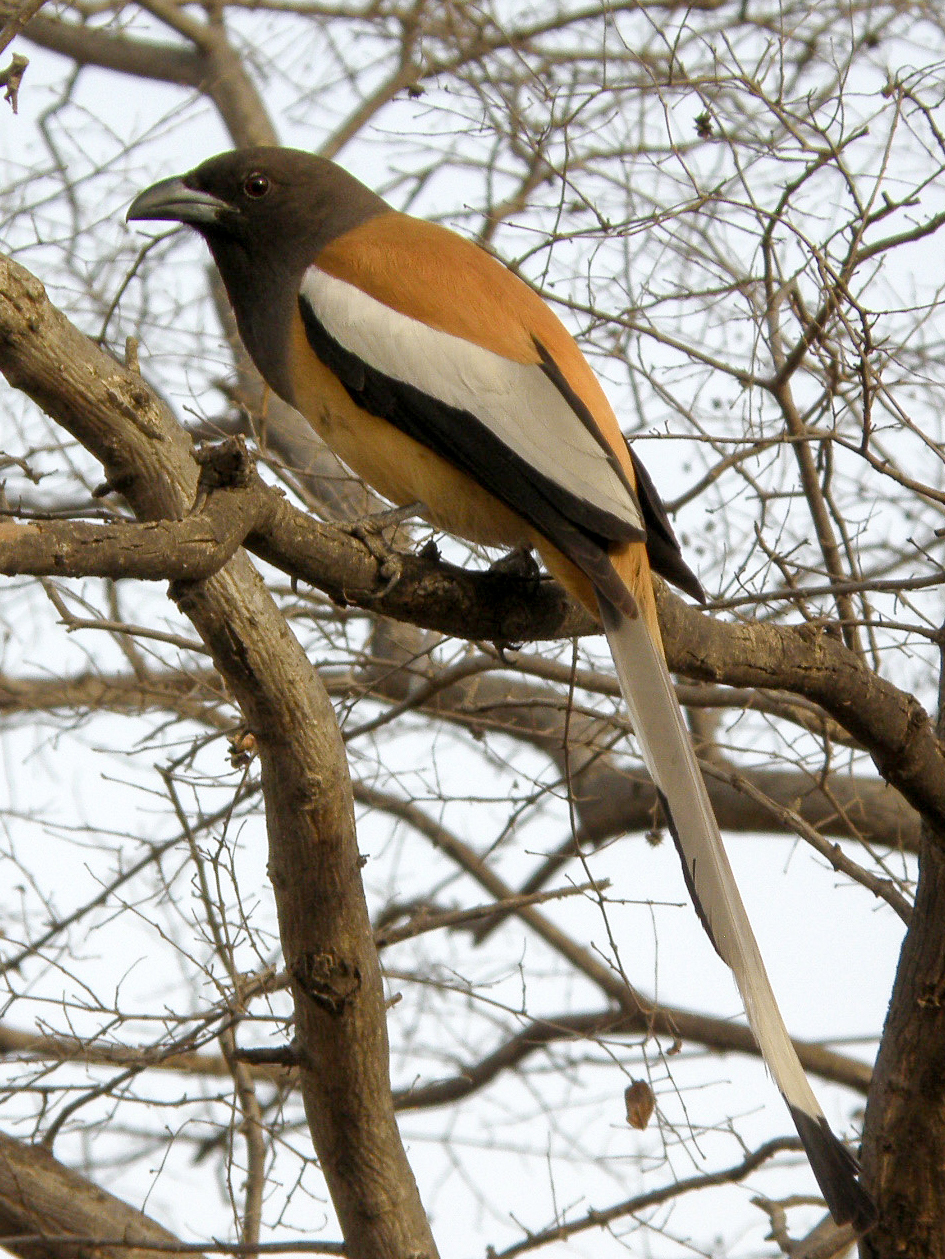
Esemplare nel Rajasthan.

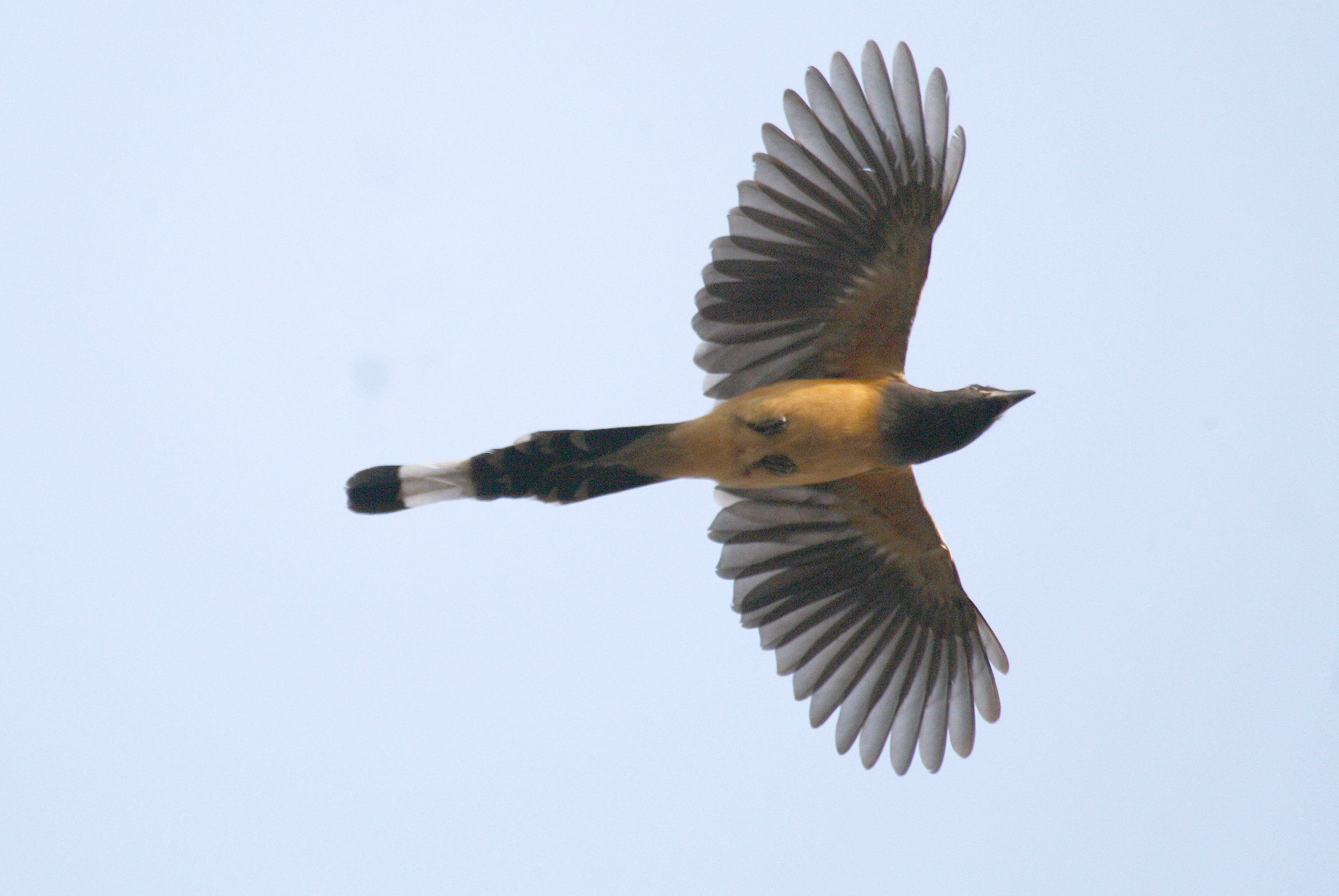
Esemplare in volo nel parco nazionale di Kaziranga.

### Dimensioni
Misura 46-50 cm di lunghezza, per 90-130 g di peso: sussiste un gradiente di dimensioni crescenti in direttrice SE-NW, con gli esemplari del sud dell'areale più piccoli.

### Aspetto
Si tratta di uccelli dall'aspetto robusto, muniti di testa arrotondata, becco conico forte e visibilmente ricurvo verso il basso, forti zampe, ali digitate e lunga coda rettangolare, con le penne che tendono ad allargarsi verso la punta: nel complesso, la dendrogazza rossiccia ricorda una sorta di incrocio fra una gazza (con la quale condivide l'aspetto slanciato, la lunga coda e le ali digitate con bande alari) ed un corvo (al quale l'accomunano la grossa testa e la conformazione del becco, oltre che il portamento).
Il piumaggio si presenta di color nero su testa, spalle e parte superiore del petto: nere sono anche le remiganti e le copritrici primarie, mentre in entrambi i casi le secondarie sono invece di colore bianco. La coda è anch'essa nera, con le due lunghe penne centrali che mostrano solo la punta di colore nero, presentandosi per il resto di color bianco-grigiastro. Il nero cefalico assume sfumature cenerine prima di sfumare definitivamente nella colorazione bruno-aranciata del torso alla quale la dendrogazza rossiccia deve il proprio nome comune: tale colorazione si presenta più scura su dorso, ali e codione (che tendono più verso un caldo bruno-castagna) e più chiara nell'area ventrale e sui fianchi (tendenti al sabbia, con sfumature color pesca). Il sottocoda è ulteriormente più chiaro rispetto al ventre, sfumando nel bianco-grigiastro.

I sessi sono simili, sia per quanto riguarda le dimensioni che per quanto concernente la colorazione: le popolazioni delle aree più secche tendono ad essere più chiare rispetto a quelle delle aree tropicali.
Il becco e le zampe sono di colore nerastro: gli occhi sono invece di colore bruno-rossiccio.

## Biologia

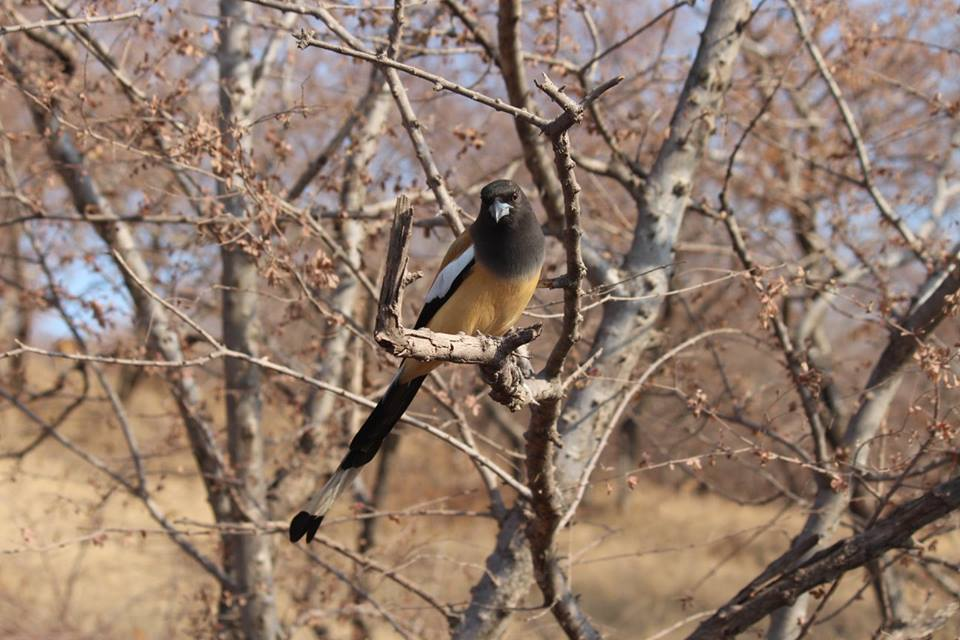
Esemplare in natura.

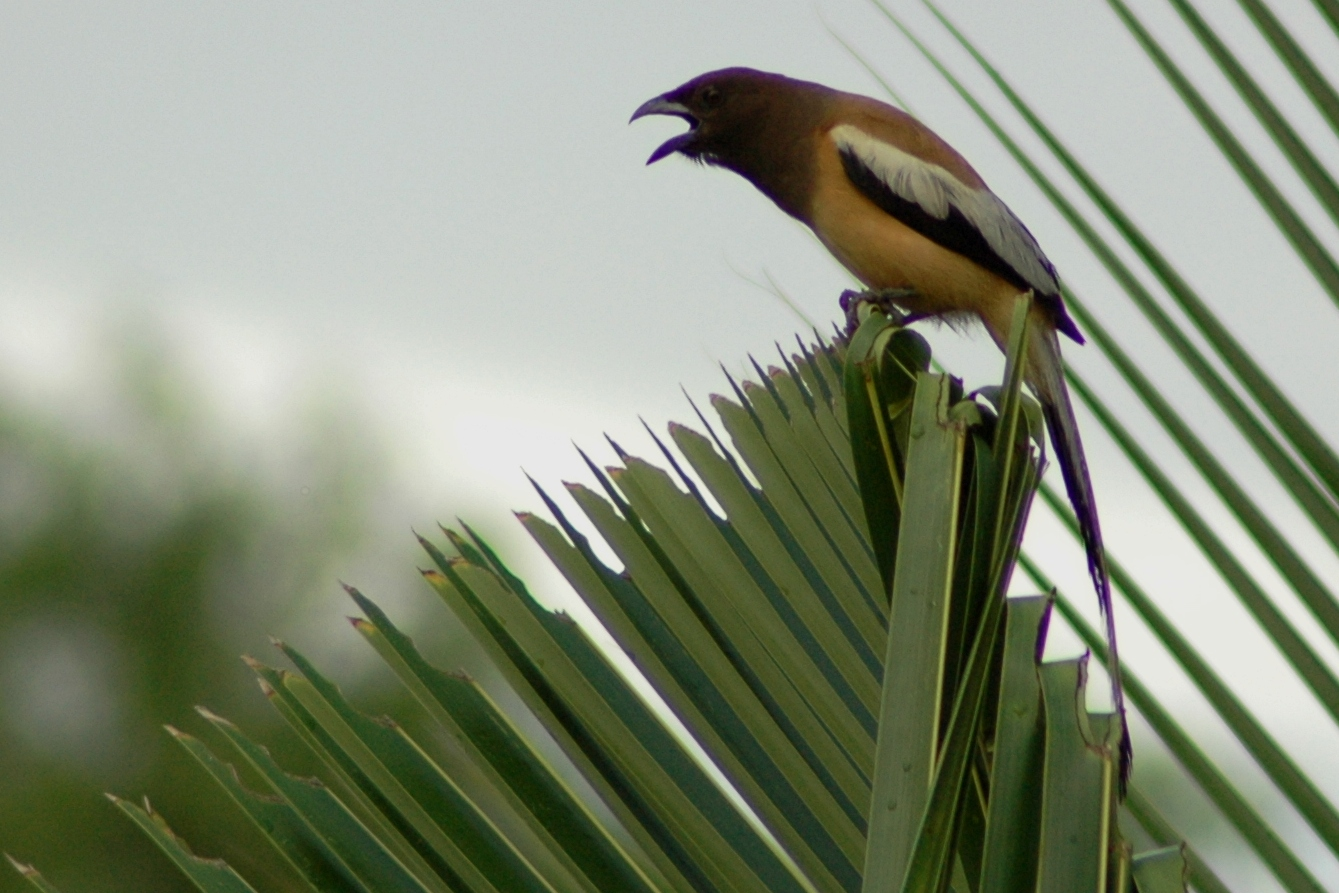
Esemplare vocalizza a Karkal.

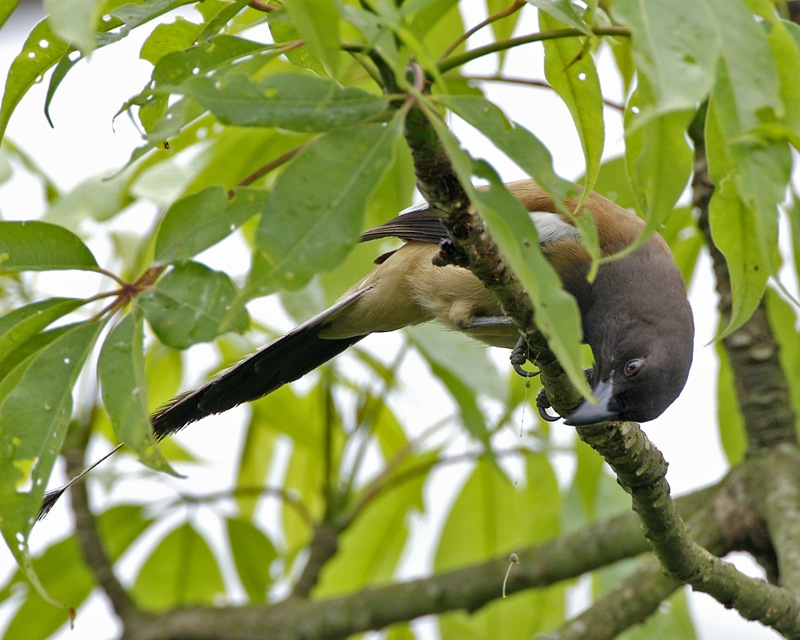
Esemplare nell'Assam.

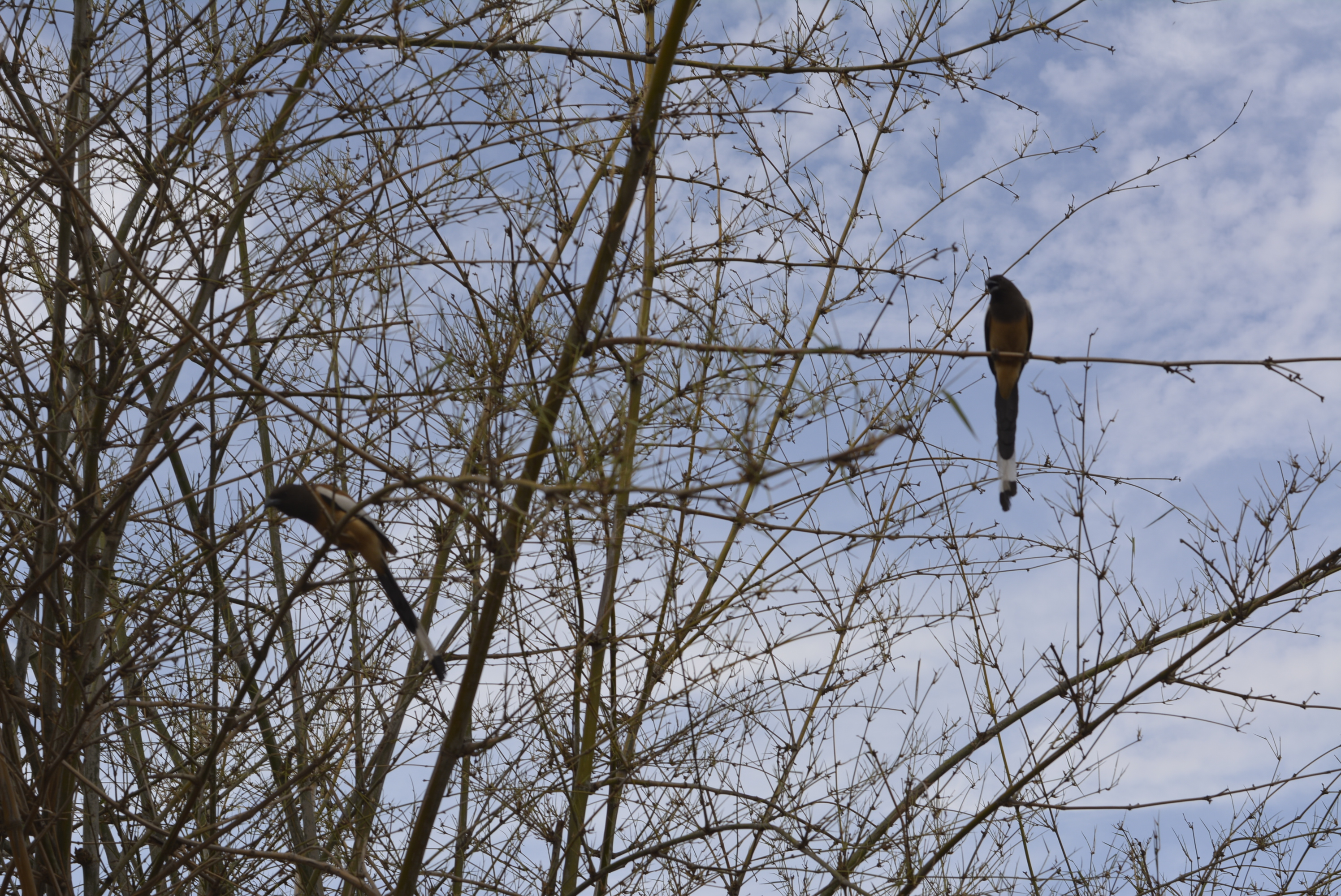
Due esemplari nel parco nazionale di Sariska.

La dendrogazza rossiccia è un uccello dalle abitudini di vita essenzialmente diurne, che vive in coppie o in gruppetti, non di rado aggregandosi a stormi misti in compagnia di altre specie dalle abitudini di vita simili, come i dronghi e i garruli.
Questi uccelli popolano generalmente la canopia o i rami degli alberi, muovendosi agilmente alla ricerca di cibo fra di essi ed il fogliame e scendendo solo raramente al suolo: durante la ricerca del cibo, le dendrogazze rossicce utilizzano il becco per scandagliare le foglie e le spaccature della corteccia, non di rado rimanendo appese a testa in giù.

Essi si dimostrano maggiormente attivi durante le prime ore del mattino, mentre nel tardo pomeriggio le dendrogazze rossicce si ritirano nel fitto della vegetazione arborea, passando la nottata al riparo dalle intemperie e da eventuali predatori.
Similmente agli altri corvidi, la dendrogazza rossiccia è un uccello molto vocale: i vari membri di un gruppo si tengono in contatto vocale quasi costante fra loro, utilizzando allo scopo una vasta gamma di richiami, che vanno da suoni aspri e gracchianti ad altri più flautati, passando attraverso l'imitazione dei suoni uditi nell'ambiente circostante. Il richiamo tipico della dendrogazza rossiccia è un gracchio bitonale che suona come ko-tri, al quale l'animale deve uno dei suoi nomi comuni indiani, kotri. 

### Alimentazione

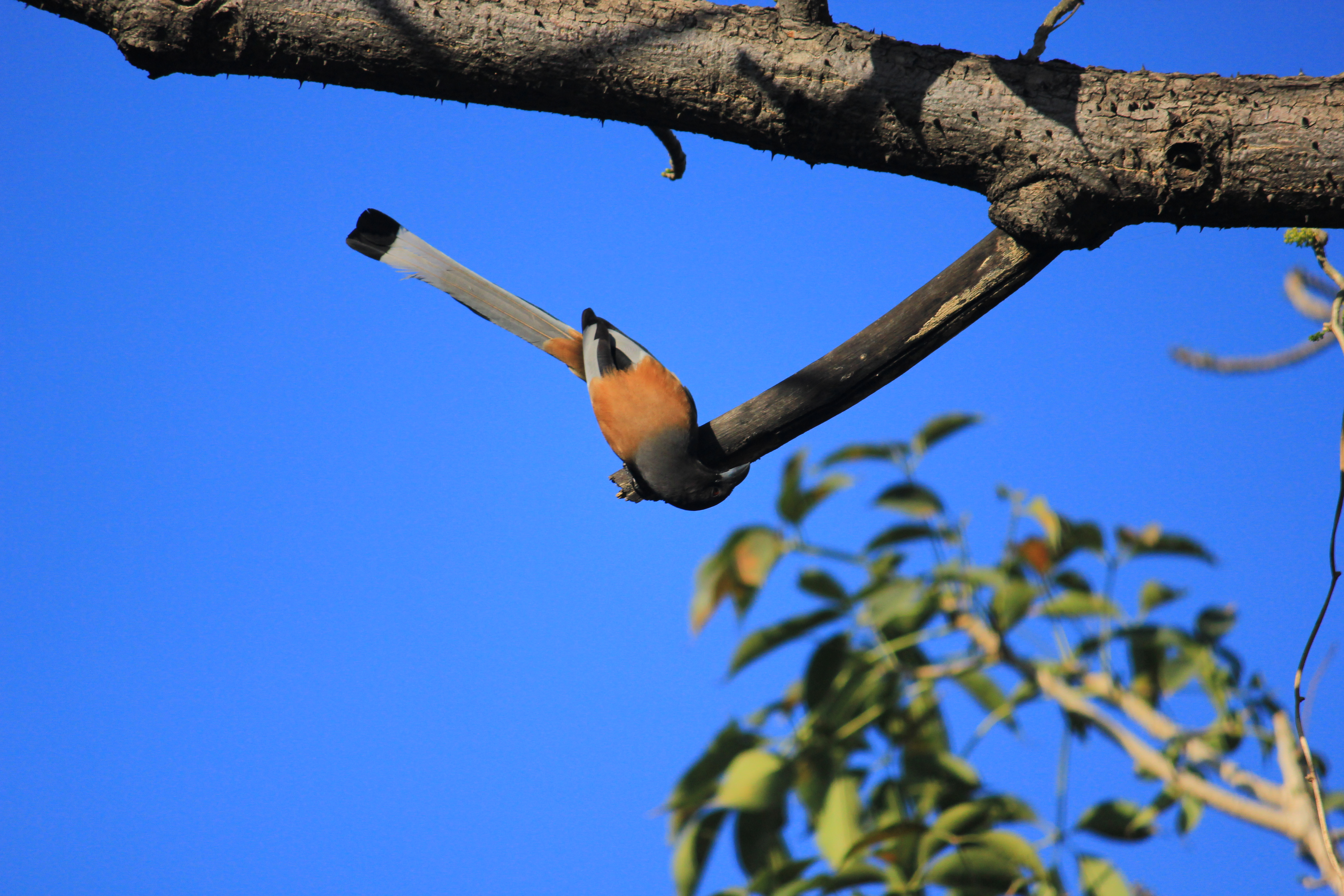
Esemplare alla ricerca di cibo nei pressi di Nagpur.

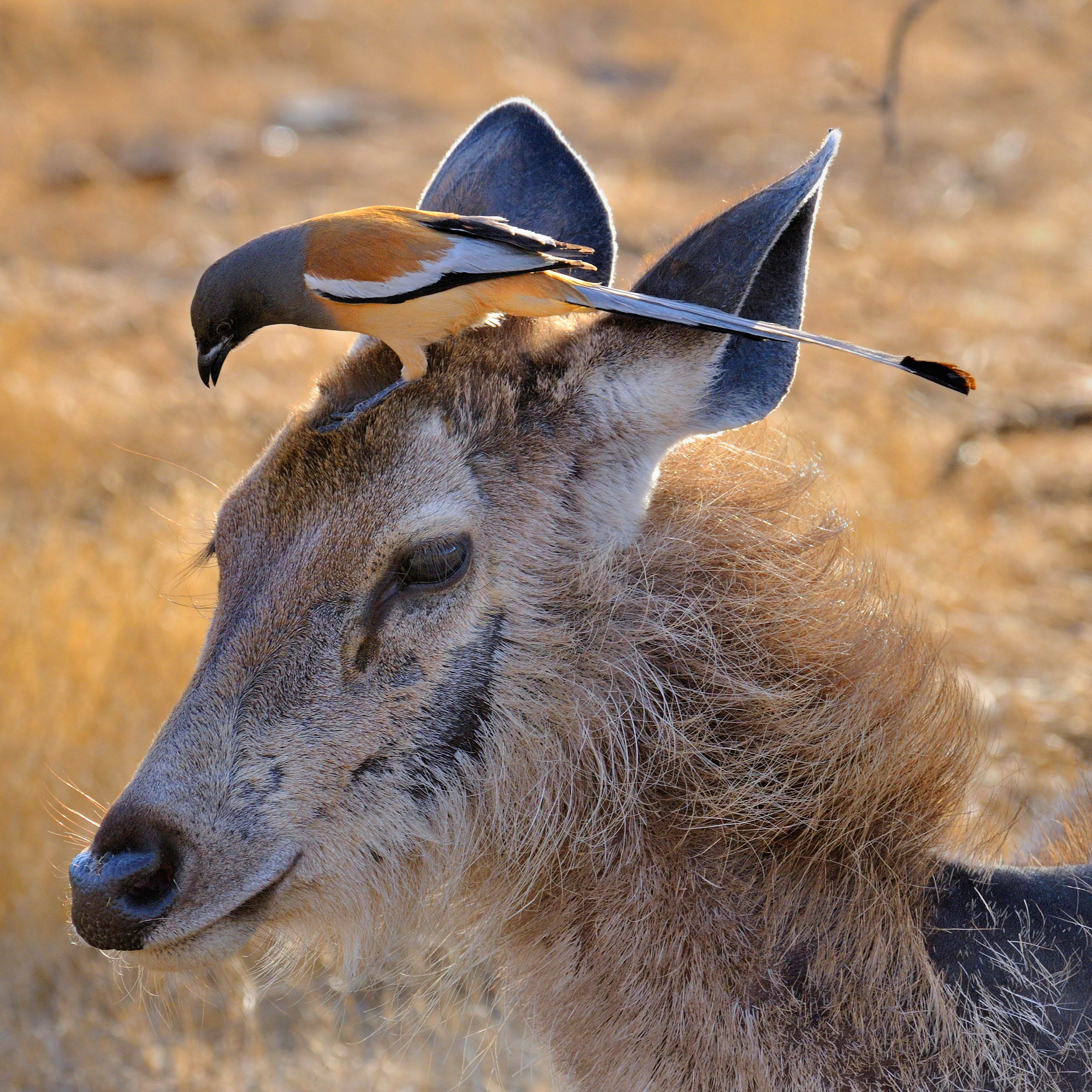
Esemplare alla ricerca di cibo sulla testa di un sambar.

La dendrogazza rossiccia è un uccello virtualmente onnivoro: in questi uccelli, tuttavia, similmente a quanto osservabile nelle altre specie di dendrogazza la componente carnivora è preponderante rispetto a quella vegetariana.
Questi animali si nutrono di una grande varietà di invertebrati e delle loro larve (fra cui anche il punteruolo rosso, motivo per il quale questi uccelli sono fra i pochissimi corvidi non considerati dannosi ma anzi benefici), nonché di uova e nidiacei (reperiti saccheggiando i nidi di altri piccoli uccelli), topolini, lucertole, gechi, rane, serpentelli ed altri piccoli vertebrati, nonché, sebbene più sporadicamente, di bacche, frutta matura (fra cui i frutti di Trichosanthes tricuspidata, tossici per altri animali), nettare e granaglie. La dendrogazza rossiccia reperisce inoltre il proprio cibo sia dalle carcasse degli animali morti, piluccando la carne ed i saprofagi ad essa associati, che fra i rifiuti e le discariche delle aree antropizzate.
La dendrogazza rossiccia, similmente a molte specie di corvidi, è solita nascondere il cibo in surplus al fine di consumarlo in un secondo momento: questi uccelli, inoltre, sono stati osservati mentre percorrevano i dorsi e le teste di alcune specie di cervidi al fine di nutrirsi dei parassiti annidati nella pelliccia, similmente a quanto fanno le bufaghe africane.

### Riproduzione

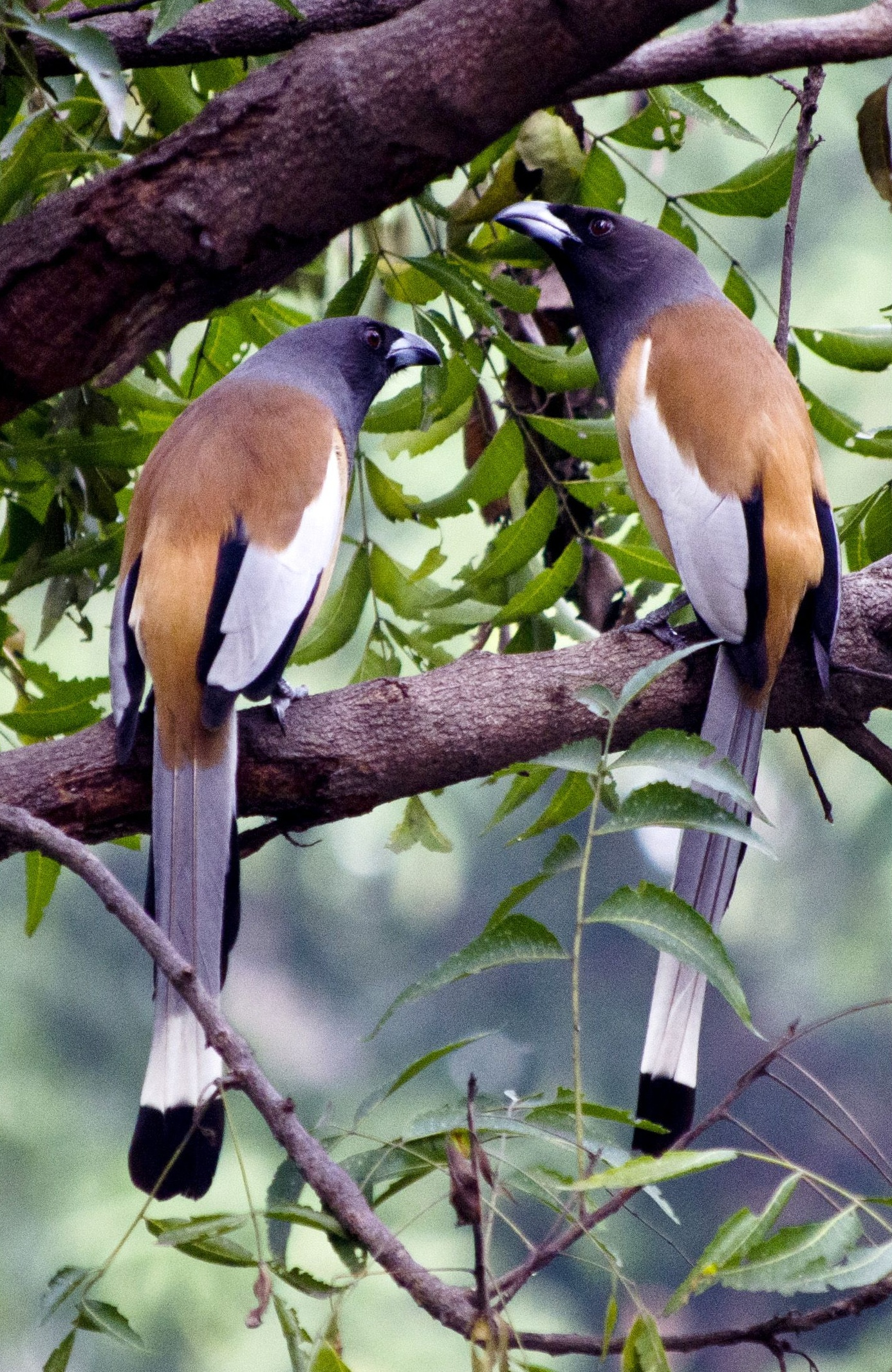
Coppia nel Tamil Nadu.

Si tratta di uccelli rigidamente Monogami: la stagione riproduttiva varia a seconda della stagione delle piogge, estendendosi comunque in generale fra marzo e luglio.

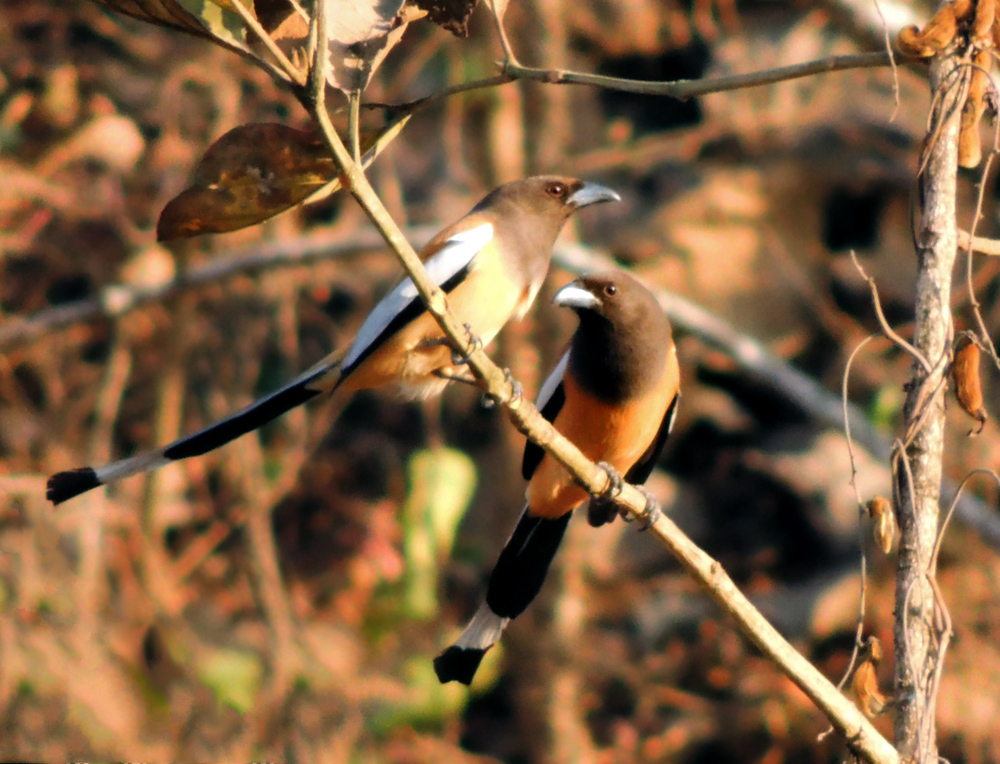
Coppia nel Maharashtra.

Il nido, a forma di coppa con ampio bordo a piattaforma, viene edificato da ambedue i partner nel folto della vegetazione arborea, intrecciando rametti e fibre vegetali ed imbottendo l'interno con materiale più soffice, sempre di origine vegetale (come foglie e radichette): al suo interno, la femmina depone 3-6 uova, che provvede a covare da sola per circa una ventina di giorni, al termine dei quali schiudono pulli ciechi ed implumi.

Il maschio (che durante la cova staziona di guardia nei pressi del nido, occupandosi inoltre di reperire il cibo per sé e per la compagna intenta nell'incubazione) collabora con la femmina nell'allevamento dei nidiacei: questi cominciano a tentare l'involo a partire dalle tre settimane circa dalla schiusa, pur non allontanandosi definitivamente dal territorio natio, rendendosi virtualmente indipendenti, prima dei quaranta giorni di vita.

## Distribuzione e habitat

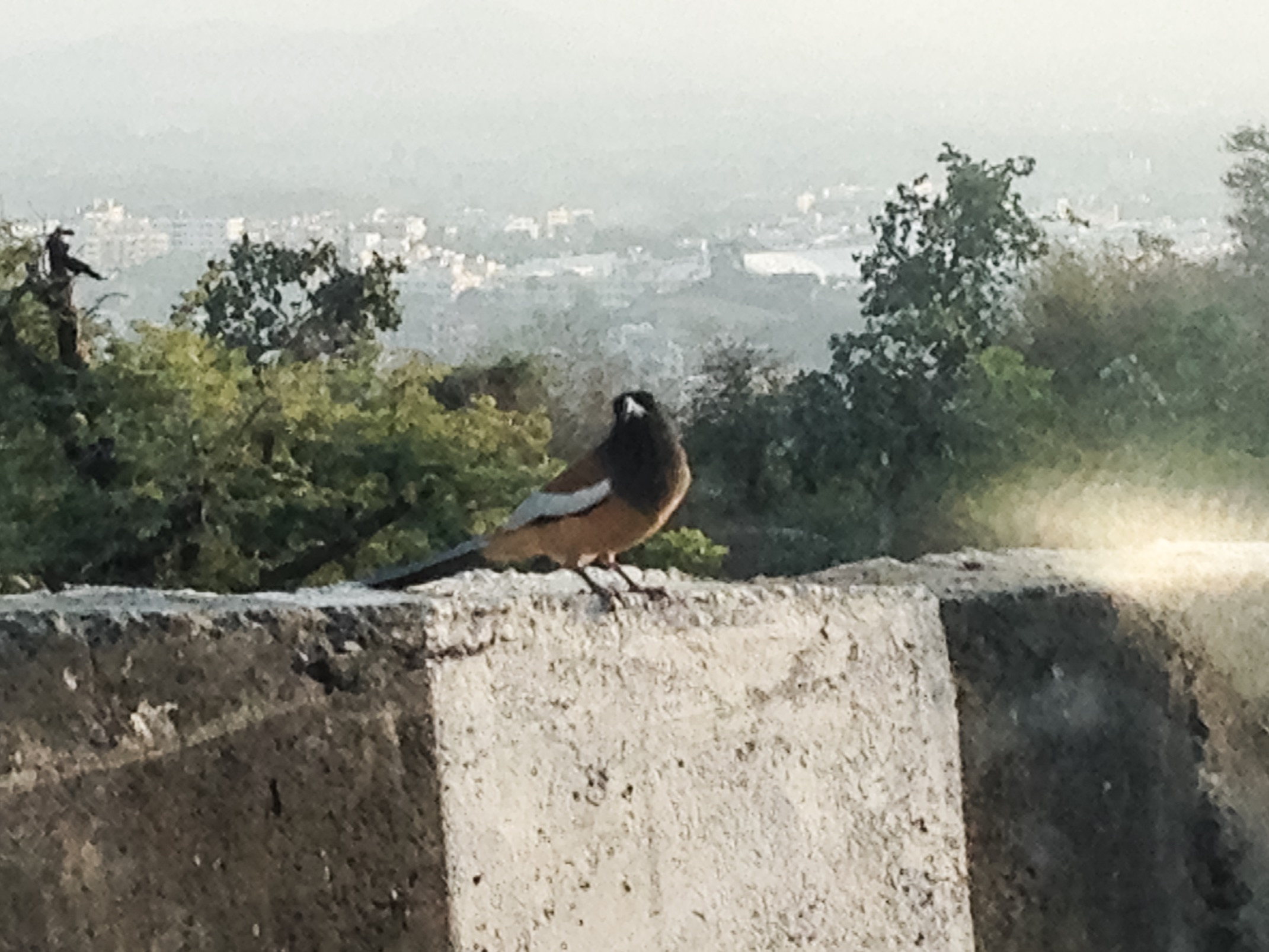
Esemplare nei pressi di Mount Abu.

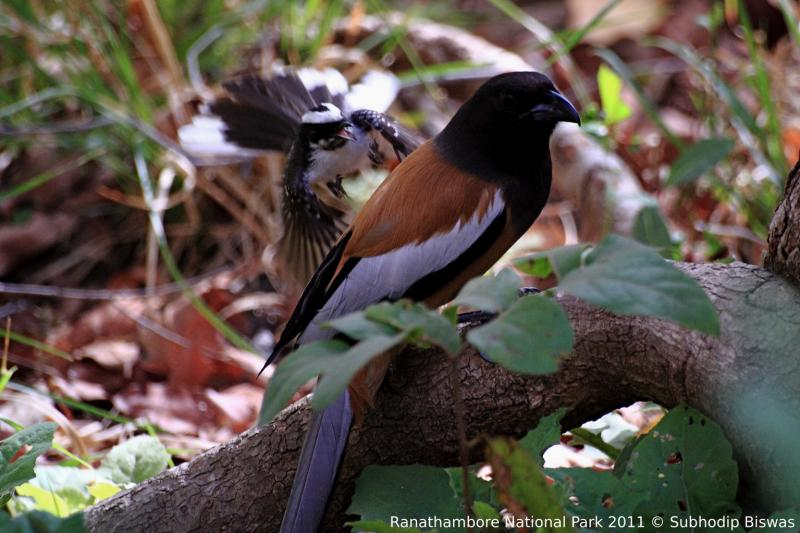
Esemplare aggredito da un codaventaglio alibianche al parco nazionale di Ranthambore.

La dendrogazza rossiccia occupa un areale piuttosto vasto che abbraccia gran parte dell'Asia meridionale e del Sud-est asiatico, andando dalla valle dell'Indo al nord della Birmania attraverso Pakistan, India, Nepal, Bhutan e Bangladesh, e da qui a sud fino alla Cocincina e all'istmo di Kra attraverso lo Yunnan sud-occidentale, la Thailandia, la Cambogia ed il Vietnam meridionale.
L'habitat di questi uccelli è rappresentato dalle aree alberate: la dendrogazza rossiccia si dimostra un animale molto adattabile, popolando una grande varietà di ambienti che va dalla foresta pluviale alla foresta arida, sia primaria che secondaria, colonizzando senza problemi anche le aree antropizzate, purché con sufficiente copertura arborea (aree coltivate, giardini, parchi e viali nelle aree urbane).

## Tassonomia
Se ne riconoscono 9 sottospecie:

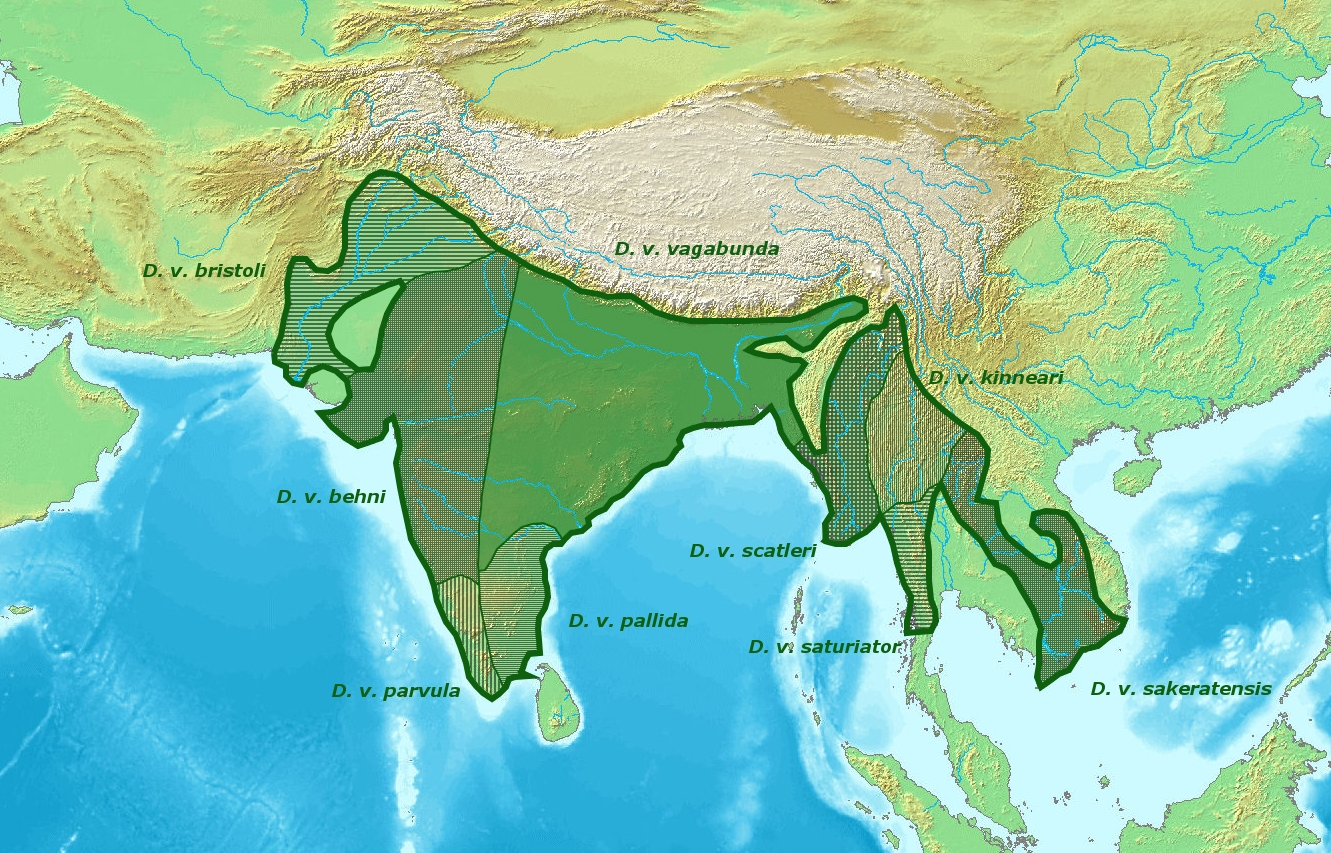
Distribuzione delle varie sottospecie.

- Dendrocitta vagabunda bristoli Paynter, 1961 - diffusa nella porzione più occidentale dell'areale occupato dalla specie;
- Dendrocitta vagabunda vagabunda (Latham, 1790) - la sottospecie nominale, diffusa dall'Uttarakhand al Bangladesh, e a sud fino all'Andhra Pradesh settentrionale;
- Dendrocitta vagabunda behni Steinheimer, 2009 - diffusa dal Gujarat al Karnataka;
- Dendrocitta vagabunda parvula Whistler & Kinnear, 1930 - endemica dei Ghati occidentali;
- Dendrocitta vagabunda pallida (Blyth, 1846) - diffusa a sud dei Ghati orientali;
- Dendrocitta vagabunda sclateri Baker, ECS, 1922 - endemica del bacino dell'Irrawaddy;
- Dendrocitta vagabunda kinneari Baker, ECS, 1922 - diffusa nell'area di confine fra Birmania orientale, Cina sud-occidentale e Thailandia settentrionale;
- Dendrocitta vagabunda saturatior Ticehurst, 1922 - diffusa in Tenasserim fino all'istmo di Kra;
- Dendrocitta vagabunda sakeratensis Gyldenstolpe; 1920 - diffusa nella porzione sud-orientale dell'areale occupato dalla specie;

La tassonomia della specie è ancora oggetto di dibattito, in quanto si basa su criteri di carattere fenetico piuttosto che genetico, con le varie popolazioni che intergradano l'una nell'altra nelle aree di sovrapposizione dell'areale.